# Chiese bizantine in Sardegna

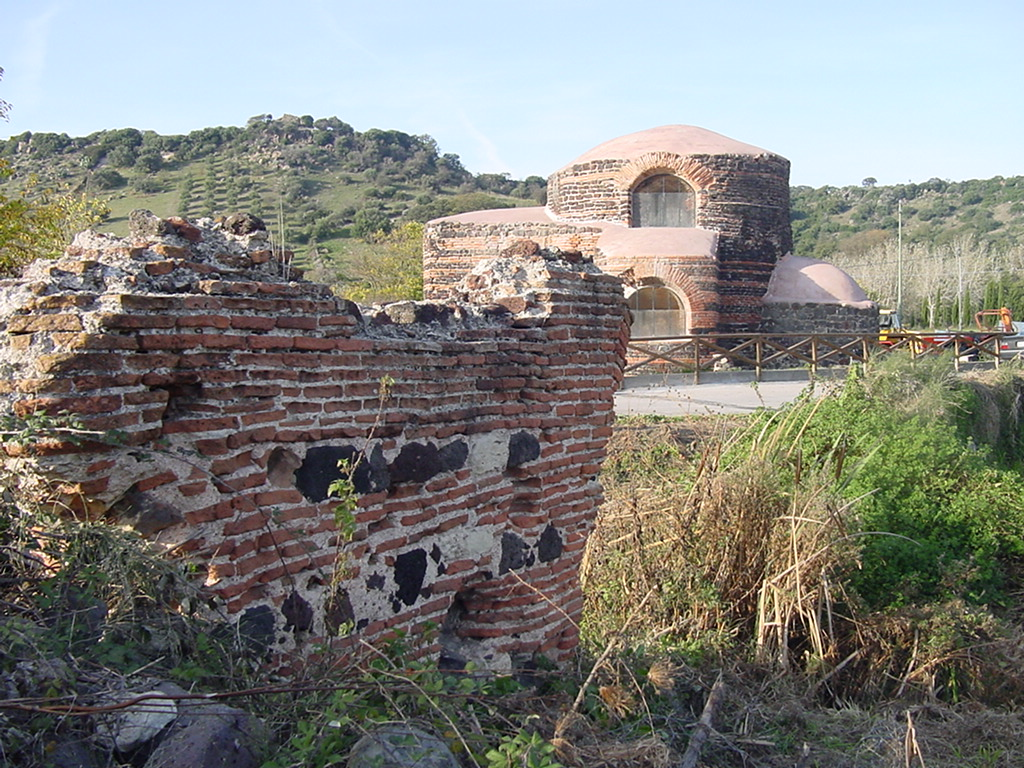
Nostra Signora di Mesumundu presso Siligo

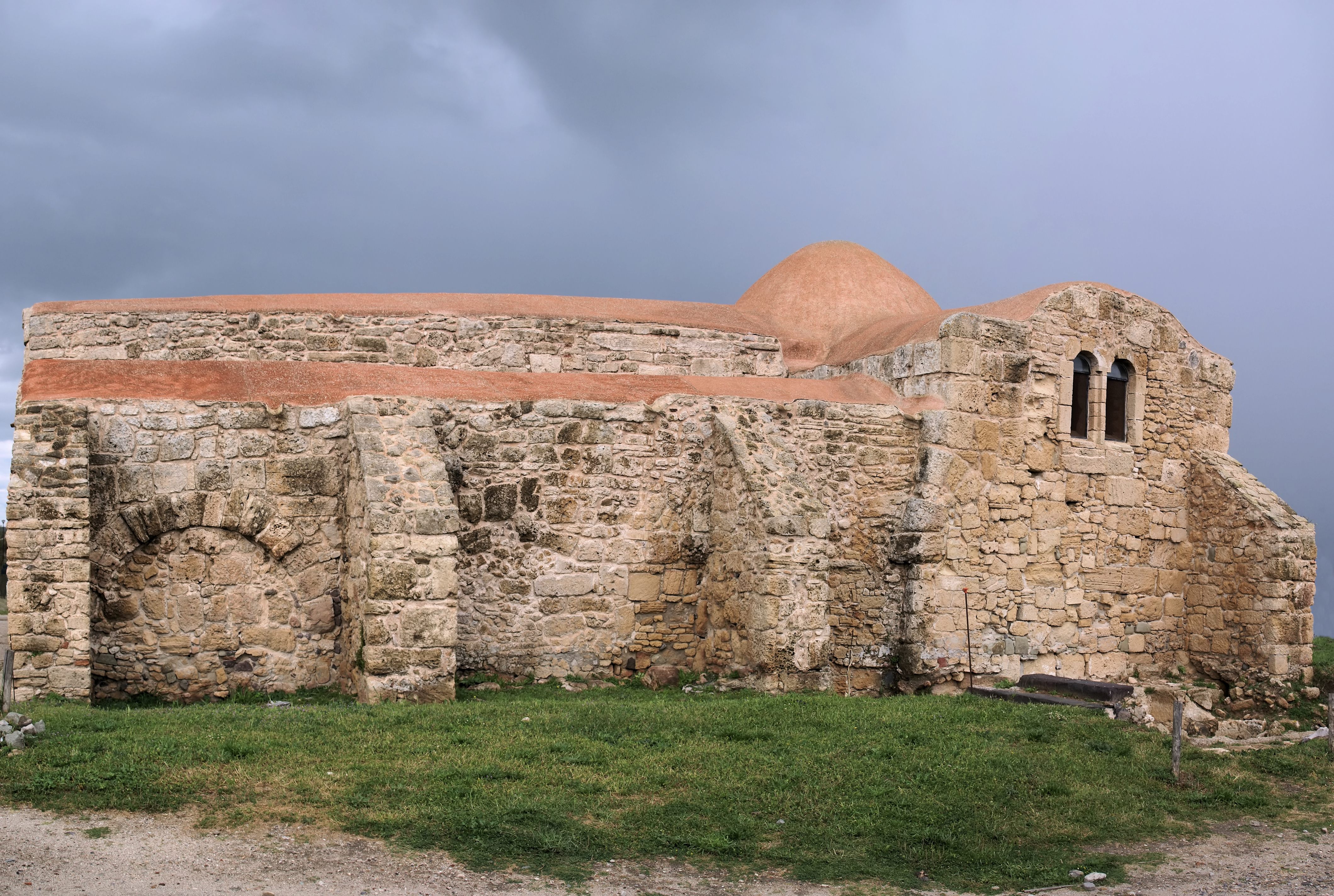
San Giovanni di Sinis

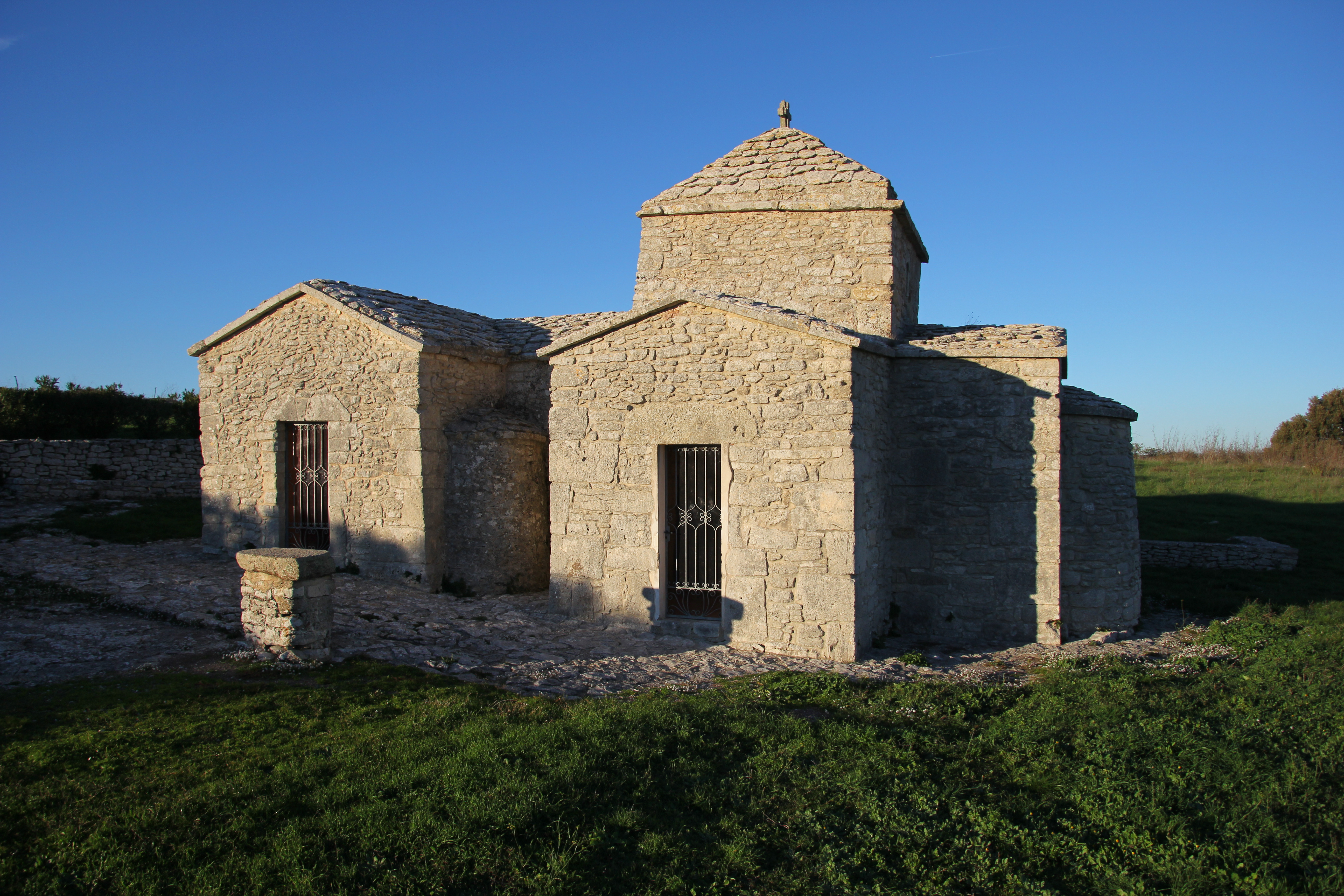
Santa Maria Iscalas presso Cossoine

Liste delle chiese bizantine della Sardegna, costruite durante il periodo bizantino.
- oratorio di San Giovanni Battista, Assemini
- chiesa di San Giovanni di Sinis, Cabras
- chiesa di San Lussorio, Fordongianus
- chiesa di San Pietro Pescatore, Sant'Avendrace, quartiere di Cagliari
- chiesa di San Salvatore in Iglesias
- chiesa di San Sebastiano, Perdasdefogu
- basilica di San Saturnino, Cagliari
- chiesa di San Teodoro di Congius, Simaxis
- basilica di Sant'Antioco, Sant'Antioco
- chiesa di Sant'Elena, Ittireddu
- chiesa di Santa Croce, Ittireddu
- chiesa di Sant'Elia di Tattinu, Nuxis
- chiesa di Sant'Efisio,  Nora
- chiesa di Sant'Elia e Enoch (Nocco), Lunamatrona
- chiesa di Nostra Signora di Mesumundu, Siligo
- chiesa di Santa Maria Iscalas, Cossoine
- chiesa di Santa Sabina, Silanus
- chiesa di Santa Sofia o Santa Maria in Gippi, Villasor
- chiesa di Santo Stefano in Maracalagonis,
- santuario di Nostra Signora di Bonacattu,  Bonarcado